# Lessja-Ukrajinka-Museum (Kiew)
Koordinaten: 50° 26′ 24″ N, 30° 30′ 3″ O
Das Lessja-Ukrajinka-Museum (ukrainisch Музей Лесі Українки) ist ein dem Leben und Werk der ukrainischen Dichterin, Dramaturgin und Übersetzerin Lessja Ukrajinka gewidmetes Museum in deren 1889 erbauten, ehemaligen Wohnhaus in der ukrainischen Hauptstadt Kiew.
Das Museum im Kiewer Rajon Schewtschenko auf der Wulyzja Saksahanskoho (Вулиця Саксаганського) Nummer 97 ist ein Teil des „Museumskomplexes von prominenten Persönlichkeiten der ukrainischen Kultur“, das in den ehemaligen Wohnhäusern dieser untergebracht ist.
Das 1962 eröffnete Museum besteht aus zwei Etagen. Die Untere zeigt die Zimmer der Familie, wie sie damals lebte und in der oberen Etage ist eine literarische Ausstellung, die das Leben und Werk beschreibt.
Unter den Exponaten des Museums befinden sich Porträts der Dichterin, Handschriften, seltene Bücher und Zeitschriften, Haushaltswaren, Stickereien, sowie Souvenirs, die sie von ihren Reisen mitbrachte.